# Helleberg
Der Helleberg ist ein bis 297,5 m ü. NN hoher Höhenzug des Niedersächsischen Berglands in den Landkreisen Hildesheim und Northeim in Niedersachsen (Deutschland).

## Geographie

### Geographische Lage
Der Helleberg liegt im Ostteil des Leineberglands, einem nördlichen Teil des Niedersächsischen Berglands. Er erstreckt sich auf etwa 8,5 km Länge im Dreieck der Ortschaften Freden, Bad Gandersheim und Kreiensen. Er liegt zwischen Schildhorst im Nordwesten, Wetteborn und Dankelsheim im Osten, Clus und Bad Gandersheim im Südosten, Orxhausen im Süden, Heckenbeck und Hilprechtshausen im Südwesten sowie der Siedlung Leinetal und Domäne Haus Freden im Westen.
Nördlich vom Helleberg liegt der Sackwald, nordöstlich der Heber und jeweils jenseits der den Höhenzug passierenden Leine südwestlich die Hube und westlich der Selter. Südlich fließt die Gande etwa in Ost-West-Richtung in die Leine, die den Höhenzug im Westen in Süd-Nord-Richtung fließend passiert.
Südlich führt die B 3 am Helleberg vorbei. Im Hoheroth, einer Erhebung des Selters, befindet sich als Teil der Schnellfahrstrecke Hannover–Würzburg etwa in Nord-Süd-Richtung angelegt der 1.641 m lange Hellebergtunnel. Westlich vorbei am Höhenzug verläuft im Leinetal in Nord-Süd-Richtung die Hannöversche Südbahn (Hauptstrecke Hannover−Göttingen) mit nahen Bahnhöfen in Kreiensen und Freden. In diesem Flusstal liegt das Unterbecken des Pumpspeicherwerks Erzhausen.

### Erhebungen
Zu den Erhebungen des Hellebergs gehören – sortiert nach Höhe in Meter über Normalnull (NN)
| - Schildhorst (297,5 m) - Steinbrink (273 m) - Hoheroth (250,1 m) – mit 1.641 m langem Hellebergtunnel | - Clusberg (249,6 m) – mit Aussichtsturm und Sendemast - Sauberg (ca. 242,4 m) |

## Wandern
Zahlreiche Waldwege und Pfade führen über den Helleberg, unter anderem kann man auf einem Wanderweg entlang seines Kamms in Nordwest-Südost-Richtung von Schildhorst und Bad Gandersheim laufen. Über den Bergzug führt im Abschnitt zwischen diesen Ortschaften der Europäische Fernwanderweg E11, an dem es Hügelgräber mit einer Informationstafel gibt.